# Michel Mazuel
Michel Mazuel   (París, 29 de novembre de 1603 - valor desconegut, 24 de novembre de 1676) va ser un compositor i músic instrumental clàssic francès. El seu pare era el músic instrumental Jean Mazuel el Vell. Michel Mazuel era membre de la família barroca francesa de músics Mazuel.

## Vida i treball
El 1618 i el 1626 Mazuel es registra a les associacions orquestrals de París com a "dessus de violon" i com a "haute-contre de cornet". També va impartir classes de música, que es poden demostrar a les vivendes llogades amb aquest propòsit. Del 1643 al 1674 va ser membre dels "24 violons du Roi". La posició que va prendre allà, la va vendre a Pierre Huguenet. El 1641 Mazuel va tocar la "haute-contre de hautbois" a la "Musique de l'Ecuria". El 1654 va ser nomenat "compositeur de la musique des vingt-quatre violons".
Mazuel va treballar com a músic instrumental en interpretacions orquestrals de diverses obres de Jean-Baptiste Lully.
Com a compositor, Mazuel havia compost una suite, un allemande i diverses músiques de ballet en col·laboració amb Verpré i Louis de Mollier per a Lluís XIV el rei Sol.